# アイアンクロー
アイアン・クロー（Iron Claw）は、プロレス技の一種である。正式名称はブレーン・クロー（Brain Claw）。脳天締め（のうてんじめ）、鉄の爪（てつのつめ）とも呼ばれる。

## 概要
掌全体で相手の顔面をつかみ、指先で握力を使って締め上げダメージを与え、ギブアップを狙う技である。寝ている相手に対して仕掛ける場合は、この技を掛けている状態でピンフォールを奪う場合もある。
フリッツ・フォン・エリックの必殺技で、「アイアン・クロー」という名称は彼が独自に使用している名称であった。他のプロレスラーがこの技を使うと「ブレーン・クロー」とも呼ばれる。しかし、ブレーン・クローといえばエリックのアイアン・クローの印象が強いため、他選手が使っても「アイアン・クロー」と呼ばれる場合がある。
フリッツ・フォン・エリックの息子たちであるケビン・フォン・エリック、デビッド・フォン・エリック、ケリー・フォン・エリック、マイク・フォン・エリックも同じ技を使用していた（ケリーは未封の缶ビールを握り潰すパフォーマンスを見せたこともある）。以降もケビンの息子であるロス・フォン・エリックとマーシャル・フォン・エリック、ケリーの娘であるレイシー・フォン・エリックが使い手となった。
フォン・エリック一家以外の使い手としては、キラー・カール・クラップ、バロン・フォン・ラシク、ブラックジャック・マリガン、ブラックジャック・ランザ、ドン・ジャーディン、ジ・エンフォーサーなどがいた。クラップのクローはブロンズ・クロー（青銅の爪）と呼ばれていた。
後年の主な使用者には、クルガン（パラライザーの名称で使用）、ブル・ブキャナン、バイソン・スミス、ランス・アーチャーなどがいる。日本人レスラーでは中西学が、この技でギブアップ勝ちを収めたこともある。樋口和貞は2020年よりブレーン・クロー名義でフィニッシャーの一つとして使用。

## 応用
形だけ見れば単純に相手の前頭部を掴むという技なので、その入り方は多岐に及ぶ。
- 仰向けにダウンした相手に対して仕掛ける。
- ロープに振って返ってきたときなど、走ってくる相手に対するカウンターとして以下があげられる。
- トップロープから攻撃を仕掛けてきた相手に仕掛ける。
- 相手の背後から後頭部に向かって仕掛ける。
- 場外のロープ際にいる相手に場内から仕掛け、そのままリングに引きずり込む。

ギブアップを取るだけに限らず、アイアン・クローの体勢から馬乗りになってそのままフォールを取ることもある。また、相手の体の一部を掴むことで技から脱出するという場面も見られる。バロン・フォン・ラシクは全日本プロレスのオープン選手権におけるドリー・ファンク・ジュニア戦で、スピニング・トー・ホールドを決められながらも下からのブレーン・クローでドリーを迎撃するという名場面を見せた。

## その他のクロー系
プロレスでは相手の体の一部を掴んで締め上げる攻撃を「クロー」「クロー・ホールド」と総称している。

### ストマック・クロー
アイアン・クローと同じ体勢で腹部（胃袋）をつかむ技。主な使用者にはキラー・コワルスキー、デューク・ケオムカなどがいる。フリッツ・フォン・エリックは、この技もフィニッシュ・ホールドとしていた。

### ショルダー・クロー
相手の肩、もしくは肩口の頚動脈を握力で締め上げる技。グレート・ムタなどの日系・東洋系ヒールやカマラなどの怪奇派レスラーが主に用いるが、スコット・ノートンなどの怪力レスラーも繋ぎ技として使う。

### コブラ・クロー
毒蛇絞め、頸動脈絞めとも呼ばれる。
正面から相手の喉を鷲掴みにし、頸動脈を指先でダイレクトに絞め付ける。このままフォールを奪うこともある。タイガー・ジェット・シンがフィニッシュ・ホールドにしていた。気管ではなく頸動脈を絞めているので、反則のように見えて、実際は反則ではない。

### グレープフルーツ・クロー
女性の股間に手をかけて女性器の外陰部を鷲掴みしにて締め上げる技。万力のように外陰部を押し潰して女性器を握り潰される激痛によるダメージに加えて、恥骨と陰裂に引っ掛けることで相手の動きを封じることができる効果がある。アマンダ・ロドリゲスやトミー・ドリーマーが使用したことがある。
男色ディーノは男性レスラーの股間に同技を仕掛ける男色クローを使用。

### スロート・クロー
チョーク・クロー、サフォケーション・クローとも呼ばれる。
相手の首を掴み、気管を絞め上げる技。反則技である。前述のコブラ・クローと見分けにくいため、タイガー・ジェット・シンは両者を使い分けていた。

### マンディブル・クロー
ミック・フォーリーの得意技。
相手の口の中に手を入れて呼吸を圧迫する、ソッコと呼ばれる薄汚れた靴下を手に装着して仕掛けることもある。掴んで絞め上げているわけではないが、これもクロー技に分類される。

### オリエンタル・クロー
ザ・グレート・カブキなど、日系・東洋系ヒールの使うクロー・ホールドの総称。ストマック・クロー、ショルダー・クロー、コブラ・クロー、スロート・クローなど形は様々である。

### バイス・グリップ
グレート・カリの得意技。
両手で相手の頭を鷲掴みにし絞め上げる技。ブライアン・アダムスはクラニアム・クランチまたはコナ・クラッシュの名称で使用した。

### トンガン・デス・グリップ
キング・ハクの得意技。
上記のコブラ・クローと同型で、そのまま相手を押し倒してフォールを奪うこともあった。ヒデオ・サイトーはカリビアン・デス・グリップの名称で使用。

## 派生技

### アイアン・クロー・スラム
アイアン・クローを掛けた状態で相手を担ぎ上げ、チョークスラムのように背面から叩きつける技である。ダイナマイト関西、バイソン・スミス、アラン・カラエフが主に使用し、ブキャナンはアイアンボムという名前で使用している。モンゴリアン勇牙はモンゴリアン・クロー・バスター、グレート-O-カーンはエリミネーター、樋口和貞はブレーンクロー・スラムという名前で使用している。

### 葉隠II
ツナミとも呼ばれる。WWEではクローホールドSTOと呼ばれている。鈴木健想のオリジナル技。
アイアン・クローを掛けた状態で、相手の片腕を掴み、STOのように相手の片足を自分の片足で払うと同時に、体を浴びせながら背面からマットへ押し倒す技。

### アイアン・バスター
ブキャナンのオリジナル技。
アイアンクローを掛けた状態で、相手の片足を自分の片足で払って、相手を背面からマットへ倒す。上記の葉隠IIとほぼ同じだが、相手の片腕を掴まない点と、自らの体を相手に浴びせない点で相違がある。フィニッシュ技のアイアン・ボムへの布石として使用される場合が多い。
中澤マイケルは自らの脱いだアンダータイツを手に装着しレインメーカーの要領で相手を振り向かせてからアイアン・バスターを仕掛けるベノムメーカーを使用。

### バイソン・ボム
バイソン・スミスのオリジナル技。
雪崩式で仕掛けるアイアン・クロー・スラム。

### アイアン・クロー式・変形バックブリーカー
モンゴリアン・バックブリーカー
グレート-O-カーンのオリジナル技。
正面から右手で相手の頭部を鷲掴みにし、そのまま背後に回って左手で相手の両足を交差させながら背中に担ぎ上げ、前傾姿勢を取りながらスタンドで締め上げるアイアン・クロー式・変形バックブリーカー。